# Ancinnes
 Ancinnes  es una población y comuna francesa, situada en la región de Países del Loira, departamento de Sarthe, en el distrito de Mamers y cantón de Saint-Paterne.

## Demografía
| 710 | 711 | 675 | 862 | 916 | 908 | 963 |
| Para los censos de 1962 a 1999 la población legal corresponde a la población sin duplicidades (Fuente: INSEE [Consultar]) |     |     |     |     |     |     |